# Compétition nationale australienne de limited-overs cricket
La compétition nationale australienne de limited overs cricket se déroule chaque saison depuis 1969-1970. Elle oppose les équipes représentatives des six états australiens, et, lors de certaines éditions, l'équipe de Nouvelle-Zélande ou celle du Territoire de la capitale australienne. Son nom dépend de la marque qui la parraine.

## Nom
La compétition change de nom en fonction de celui de la marque qui la parraine :
- Vehicle & General Australasian Knock-out Competition en 1969-1970 et 1970-1971
- Coca-Cola Australasian Knock-out Competition en 1971-1972 et 1972-1973
- Gillette Cup de 1973-1974 à 1978-1979
- McDonald's Cup de 1979-1980 à 1987-1988
- FAI Cup de 1988-1989 à 1991-1992
- Mercantile Mutual Cup de 1992-1993 à 2000-2001
- ING Cup de 2001-2002 à 2005-2006
- Ford Ranger One Day Cup de 2006-2007 à 2009-2010
- Ryobi One Day Cup à partir de 2010-2011.

## Équipes
| Équipe                 | Stade principal             | Saisons                  |
| ---------------------- | --------------------------- | ------------------------ |
| Australie-Méridionale  | Adelaide Oval               | Toutes                   |
| Australie-Occidentale  | WACA Ground                 | Toutes                   |
| Nouvelle-Galles du Sud | Sydney Cricket Ground       | Toutes                   |
| Queensland             | Brisbane Cricket Ground     | Toutes                   |
| Tasmanie               | Bellerive Oval              | Toutes                   |
| Victoria               | Melbourne Cricket Ground    | Toutes                   |
| Nouvelle-Zélande       | Aucun match joué à domicile | De 1969-1970 à 1974-1975 |
| Canberra Comets        | Manuka Oval                 | De 1997-1998 à 1999-2000 |

## Palmarès

### Vehicle & General Australasian Knock-out Competition (1969-1971)
| Saison  | Vainqueur        | Finaliste             |
| 1969-70 | Nouvelle-Zélande | Victorian Bushrangers |
| 1970-71 | Western Warriors | Queensland Bulls      |

### Coca-Cola Australasian Knock-out Competition (1971-1973)
| Saison  | Vainqueur             | Finaliste         |
| 1971-72 | Victorian Bushrangers | Southern Redbacks |
| 1972-73 | Nouvelle-Zélande      | Queensland Bulls  |

### ING Cup (2001-2006)
| Saison  | Vainqueur             | Finaliste         |
| 2001-02 | New South Wales Blues | Queensland Bulls  |
| 2002-03 | New South Wales Blues | Western Warriors  |
| 2003-04 | Western Warriors      | Queensland Bulls  |
| 2004-05 | Tasmanian Tigers      | Queensland Bulls  |
| 2005-06 | New South Wales Blues | Southern Redbacks |

### Ford Ranger One Day Cup (depuis 2006)
| Saison  | Vainqueur        | Finaliste             |
| 2006-07 | Queensland Bulls | Victorian Bushrangers |
| 2007-08 | Tasmanian Tigers | Victorian Bushrangers |